# Bloor-Yonge (Toronto Subway)

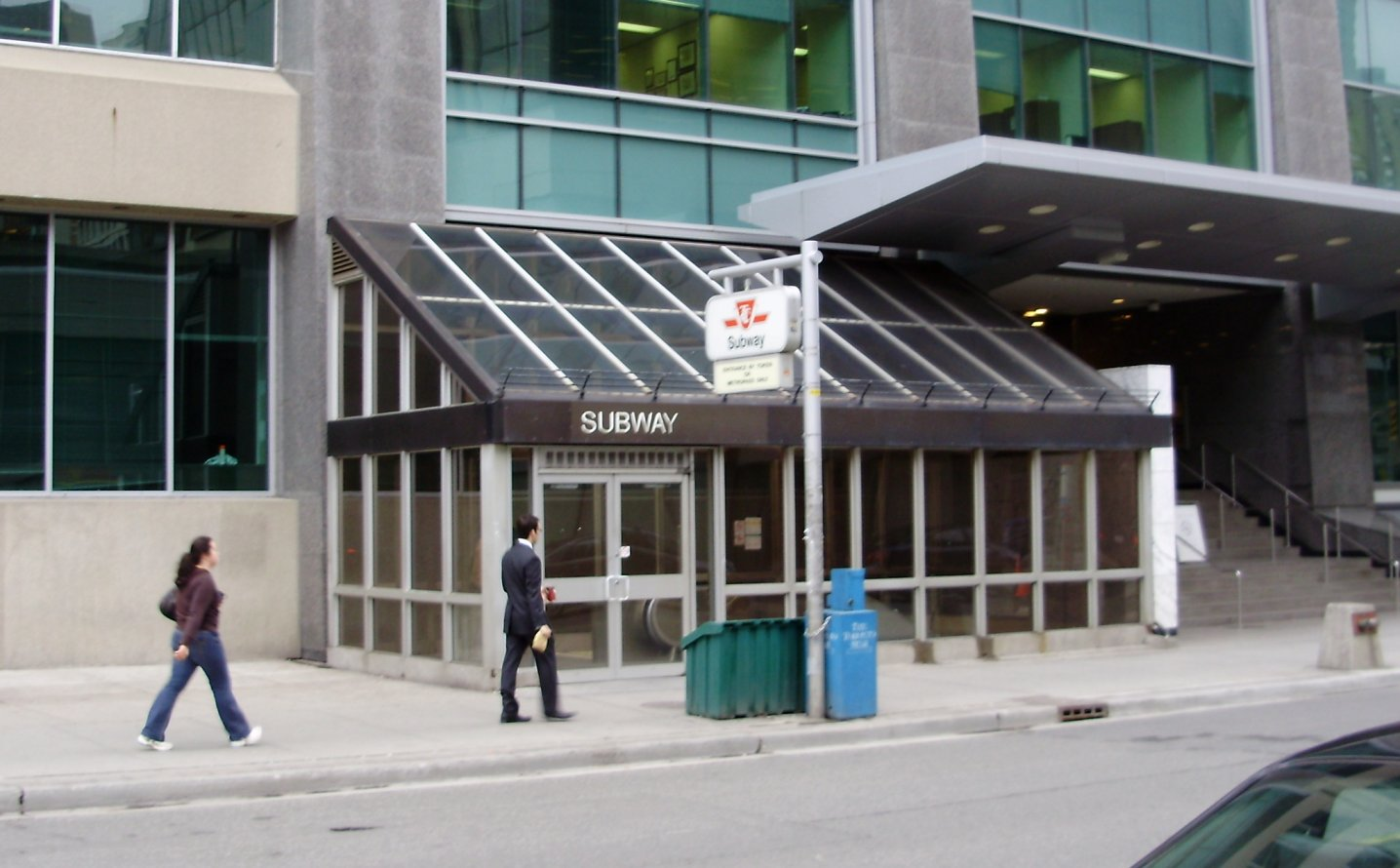
Eingang an der Yonge Street

Bloor-Yonge ist eine unterirdische U-Bahn-Station in Toronto, an der Kreuzung von Bloor Street und Yonge Street. Hier kreuzen sich die Bloor-Danforth-Linie und die Yonge-University-Linie, die beiden wichtigsten Linien der Toronto Subway. Die Station wird täglich von durchschnittlich 401.090 Fahrgästen genutzt (2018), womit sie der am stärksten frequentierte des gesamten Netzes ist. Es kann hier zu einer Buslinie der Toronto Transit Commission (TTC) umgestiegen werden. In der Nähe befinden sich die Toronto Reference Library und das Hudson’s Bay Centre.

## Geschichte

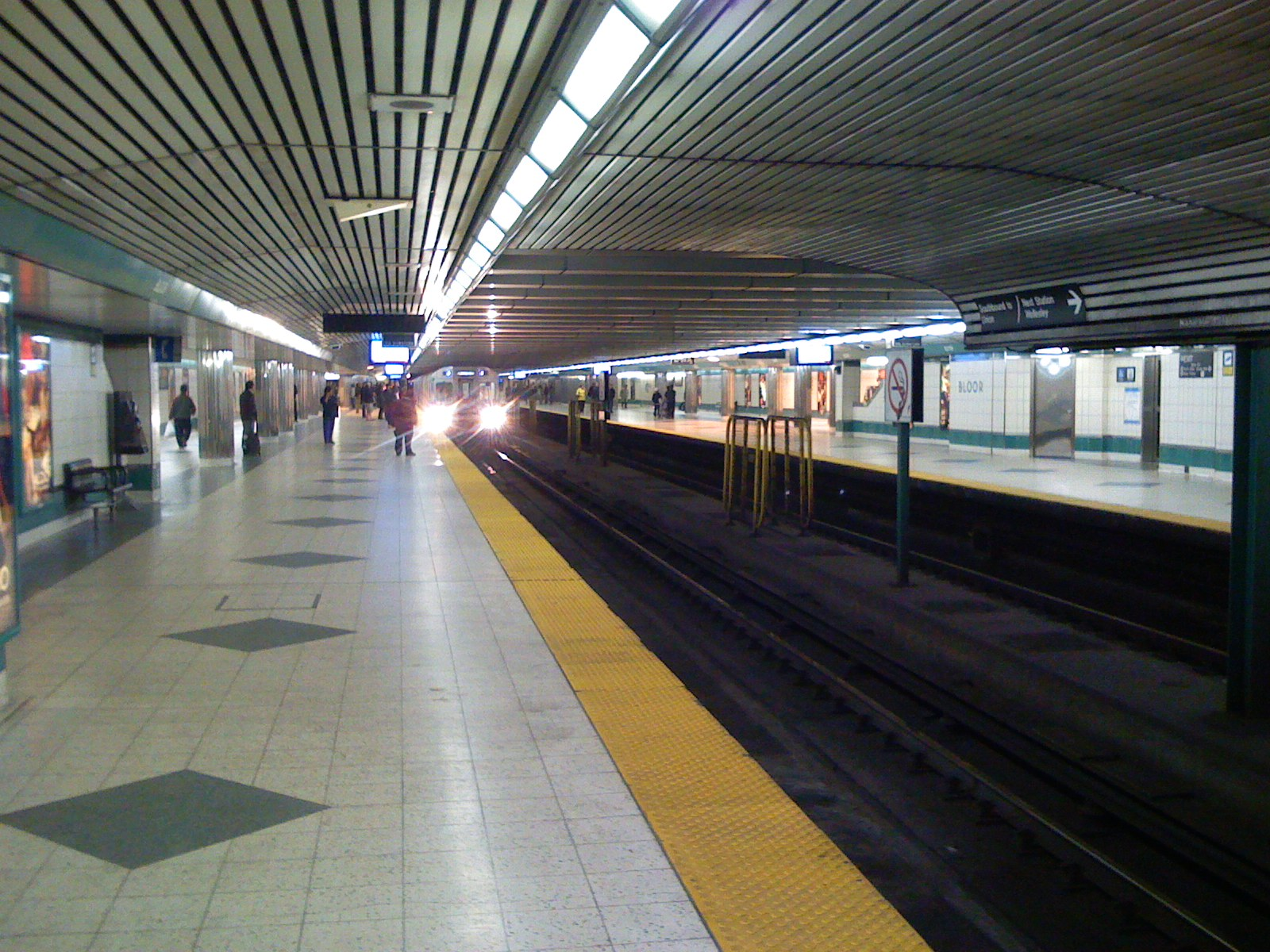
Bahnsteige der Yonge-University-Linie

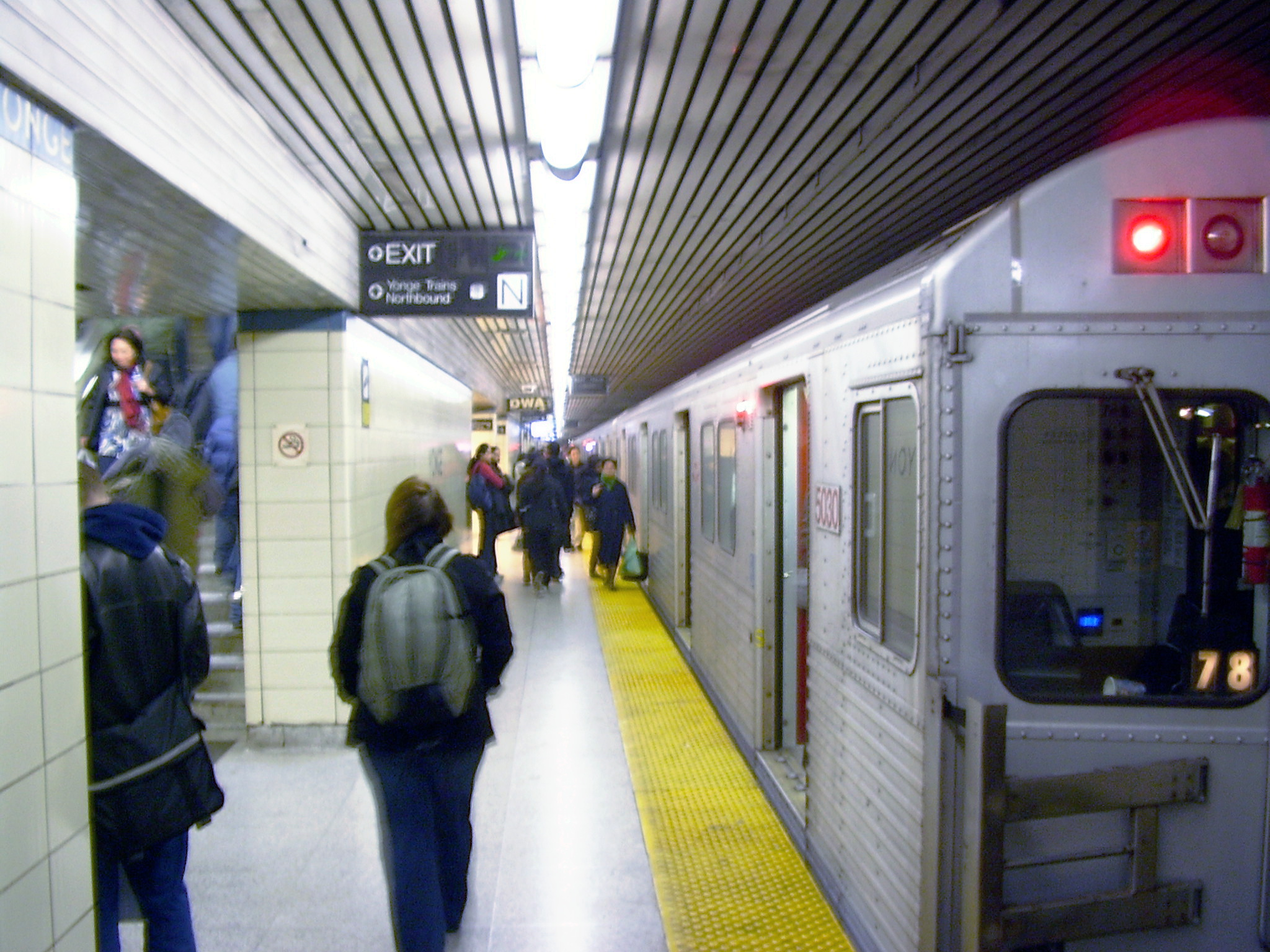
Bahnsteig der Bloor-Danforth-Linie

Die Eröffnung der Station erfolgte am 30. März 1954, zusammen mit dem Abschnitt Union – Eglinton der Yonge Subway, der ersten U-Bahn auf kanadischem Boden. Die mit Seitenbahnsteigen ausgestattete Station hieß zunächst Bloor und bot einen Übergang zu den Straßenbahnlinien auf der Bloor Street. Am 26. Februar 1966 folgte die Eröffnung des ersten Abschnitts der Bloor-Danforth-Linie, womit die in Bloor-Yonge umbenannte Station zu einem der wichtigsten Verkehrsknoten der Stadt wurde. Der untere, neuere Teil verfügt über einen Mittelbahnsteig.
Aufgrund der starken Belastung war die TTC schon früh daran interessiert, die Station zu erweitern. 1992 nahm sie Bauarbeiten an der Oberfläche zum Anlass, den von der Yonge-University-Linie genutzten Teil in die Baugrube miteinzubeziehen und die Seitenbahnsteige zu verbreitern. Geplant war in einem zweiten Schritt der Einbau eines Mittelbahnsteiges, sodass die Fahrgäste die Züge von zwei Seiten her hätten erreichen können (Spanische Lösung). Die TTC verzichtete darauf, da dies eine monatelange Sperrung der Station bedingt hätte. Auch die Verbreiterung des Stationsteils der Bloor-Danforth Line unterblieb aus ähnlichen Gründen. Der Einbau von Aufzüge im Jahr 1996 machte Bloor-Yonge zu einem der ersten barrierefreien U-Bahnhöfe Torontos.
Im April 2019 installierte die TTC im Rahmen eines sechsmonatigen Versuchsprojekts Bodenaufkleber entlang der Bahnsteigkanten, um während der Hauptverkehrszeit die Menschenmassen beim Einsteigen in die Züge zu lenken. Graue Aufkleber zeigen an, wo die Fahrgäste auf dem Bahnsteig stehen sollten, um die aussteigenden Fahrgäste nicht zu behindern. Blaue Aufkleber mit einem Rollstuhlsymbol zeigen an, wo Fahrgäste mit Mobilitätsproblemen einsteigen sollen.
Ebenfalls im April 2019 schlug die TTC ein umfangreiches Upgrade der Station vor, einschließlich des Baus eines zweiten Bahnsteigs der Bloor-Danforth-Linie, während der bestehende zu einem Seitenbahnsteig für die ostwärts fahrenden Züge umgebaut werden soll (dieses Vorgehen ähnelt den Arbeiten, die 2014 in der Union Station vorgenommen wurden). Das Projekt soll die chronische Überlastung der Bahnsteige beheben. Damals lagen die geschätzten Kosten bei 1,1 Milliarden CAD.